# Wadicosa
Genre
Wadicosa est un genre d'araignées aranéomorphes de la famille des Lycosidae.

## Distribution
Les espèces de ce genre se rencontrent en Afrique, en Asie et en Europe.

## Liste des espèces
Selon World Spider Catalog (version 26, 03/07/2025) :
- Wadicosa arabica Kronestedt, Feulner & Roobas, 2024
- Wadicosa benadira (Caporiacco, 1940)
- Wadicosa bleyi (Dahl, 1908)
- Wadicosa cognata Kronestedt, 2015
- Wadicosa commoventa Zyuzin, 1985
- Wadicosa enucleata (Roewer, 1959)
- Wadicosa fidelis (O. Pickard-Cambridge, 1872)
- Wadicosa ghatica Kronestedt, 2017
- Wadicosa intermediata Abhijith & Sudhikumar, 2024
- Wadicosa jocquei Kronestedt, 2015
- Wadicosa mabweana (Roewer, 1959)
- Wadicosa manubriata (Simon, 1898)
- Wadicosa okinawensis (Tanaka, 1985)
- Wadicosa oncka (Lawrence, 1927)
- Wadicosa paulyi Kronestedt, 2017
- Wadicosa prasantae Ahmed, Anam, Saikia, Manthen & Saikia, 2014
- Wadicosa quadrifer (Gravely, 1924)
- Wadicosa russellsmithi Kronestedt, 2015
- Wadicosa sordidecolorata (Strand, 1906)

## Systématique et taxinomie
Ce genre a été décrit par Zyuzin en 1985 dans les Lycosidae.
Son espèce type est Wadicosa fidelis.

## Publication originale
- Zyuzin, 1985 : « Generic and subfamilial criteria in the systematics of the spider family Lycosidae (Aranei), with the description of a new genus and two new subfamilies. » Trudy Zoologicheskogo Instituta, vol. 139, p. 40-51.